# Ernest Fourneau
Ernest Fourneau (4 octubre 1872, Biarritz, França - 5 agost 1949, Azkaine, França) fou un químic francès d'origen basc espanyol, considerat el pare de la quimioteràpia a França..

## Vida
El rebesavi de Fourneau era originari d'Euskadi i s'anomenava Hornua (forn). L'avi de Fourneau era propietari d'una fàbrica de filat que s'havia establert a Iparralde i havia adaptat el seu llinatge al francès (fourneau, forn). Els seus pares regentaven un hotel a Biarritz. Rebé una excel·lent educació, parlava amb fluïdesa castellà, francès, anglès i alemany; i estava interessat en filosofia, literatura, música i pintura.
Després dels seus estudis secundaris a Baiona, començà a estudiar farmàcia amb Félix Moureu i el 1898 obtingué el seu diploma de farmacèutic a París; després treballà amb el químic Charles Moureu, germà de Félix. El 1899 inicià un període de tres anys de formació a Alemanya amb Theodor Curtius i Ludwig Gatterman a Heidelberg, amb Emil Fischer (aminoàcids i barbitúrics) a Berlín i amb Richard Willstätter (clorofil·la) a Múnic, on fou testimoni del naixement de la indústria farmacèutica alemanya. Quan tornà a França convencé als germans Poulenc (Camille, Gaston i Emile) de la necessitat de crear un laboratori de química farmacèutica. Amb el suport de Camille Poulenc, es convertí en el director d'un laboratori a la fàbrica a Ivry-sur-Seine.
El 1911 Émile Roux, director de l'Institut Pasteur, anomenà Fourneau cap del nou servei de la química terapèutica, que ràpidament es convertí en mundialment famós. Fourneau s'envoltà d'investigadors notables: químics, microbiòlegs, fisiòlegs i metges, especialment JacquesTréfouël i Thérèse Tréfouël (1921), i Daniel Bovet i Frédéric Nitti (1931). El servei es convertí en un centre capdavanter en investigació de quimioteràpia.
Durant la Primera Guerra Mundial col·laborà amb els ministeris de guerra i municions amb l'estudi de diversos temes per al dispensari general dels hospitals militars. Fourneau tenia bones relacions amb els químics de Barcelona i Madrid. El 1920, convidat per José Rodríguez Carracido i Antonio Medinaveitia dictà un curs teòrico-pràctic sobre síntesi de medicaments a la Facultat de Farmàcia de Madrid. El gran èxit animà a joves investigadors espanyols a anar a formar-se amb Fourneau a l'Institut Pasteur, com José Puyal, José Ranedo, Cándido Torres González (millorà la síntesi de l'efredina) i Ignasi Ribas (preparà l'estovaïnes òpticament actives). El 1939 fou membre de les comissions científiques de l'exèrcit.
Del seu matrimoni en 1906 amb la filla del cirurgià Paul Segond tingué tres fills; un d'ells també es convertí en químic i director d'un laboratori farmacèutic. Fourneau arribà a l'edat de jubilació el 1942, però continuà treballant a l'Institut Pasteur fins al 1946. La companyia química Rhône-Poulenc li oferí un laboratori a París, on continuà el seu treball. Fou secretari general de la Société Chimique de la France. Fou nomenat oficial de la Legió d'Honor el 1903 i fou membre de l'Acadèmia de Medicina des del 1919. També rebé reconeixements d'altres acadèmies franceses i estrangeres. El 1934 fou investit Doctor Honoris Causa per la Universitat de Madrid.

## Obra

Amilocaïna o estovaïna

El 1904 sintetitzà el primer anestèsic local que anomenà estovaïna (amilocaïna), una traducció de la paraula fourneau (forn en francès) a l'anglès (stove). Fourneau publicà més de dos-cents llibres, articles i conferències en col·laboració amb altres investigadors en aminoalcohols i òxids d'etilè. Com a especialista d'aquests temes, se li confià l'important capítol XII en el Traité de chimie organique de Victor Grignard (1941). Ja el 1910 s'havia resumit les seves investigacions amb enumeracions i descripcions d'aminoalcohols, àcids oxaminats, àcid (3-acetamido-4-hidroxifenil)arsònic o acertasona (estovarsol fou el nom donat per Fourneau), i el seu isòmer triparsamida, emprat en el tractament de la tripanosomosi africana (malaltia del somni) i d'altres infeccions de protozous.
Com una continuació natural del seu treball dirigí la seva recerca cap als alcaloides (especialment l'efedrina). A continuació, estudià la corisantina (la lisocitina de verí de cobra) i èsters de glicerina i investigà la separació i l'anàlisi quantitativa de bismut. Més tard estudià l'estereoquímica dels compostos d'arsènic, antipalúdics sintètics (antimalàrics), derivats d'antihistamínics i antiespamòdics, i derivats de sofre. Determinà la fórmula de la suramina i la seva acció antibacteriana. Posteriorment dirigí la investigació cap a les sulfamides (amb els Tréfouëls, Bovet i Nitti). Amb la seva àmplia visió, Fourneau ajudà a establir les lleis fonamentals de la quimioteràpia.